# 美角優介
美角 優介（みすみ ゆうすけ、1959年4月25日 - ）は、兵庫県出身の日本の俳優。

## 出演

### テレビドラマ
- 土曜ワイド劇場（テレビ朝日）
  - 「牟田刑事官事件ファイル」第5作（1986年8月2日）
  - 「戦国武将シリーズ」
    - 第1作「独眼竜政宗ひょうきん連続殺人」（1987年9月19日） - 刑事 役
    - 第3作「信長ふしぎ連続殺人」（1992年10月17日） - 清州信明 役

  - 「弁護士・今田一平」
    - 第4作「軽井沢－東京・女子大生たちの危ないゲーム」（1988年9月17日） - 宮内 役
    - 第5作「北海道OL馬主ツアー殺人事件!」（1991年8月17日） - 藤沢 役

  - 「混浴露天風呂連続殺人」
    - 第7作「OLいいたい放題ツアーと謎の美女」（1988年11月19日） - 並木 役
    - 第9作「宇奈月温泉〜黒部峡谷〜大牧温泉」（1991年1月19日） - 伊藤和則 役
    - 第15作「那須高原に消えた美人ダンサーの秘密」（1995年11月18日） - 河村雄一 役

  - 「OL潜入! ニッポン風俗名所」（1989年6月17日） - ニシオ 役
  - 「新宿ラブストーリー事件簿」第1作（1992年1月18日） - 川村新平 役
  - 「狙われた花嫁」（1992年9月19日）
  - 「花吹雪女スリ三姉妹」 - 西村 役
    - 第1作「京都、伊万里、嬉野温泉殺し」（1994年1月22日）
    - 第2作「みちのく絵図の秘密」（1995年1月21日）

  - 「ダイエット三姉妹の旅情事件簿」
    - 第1作「雪の五箇山合掌村から消えた花嫁 お小夜伝説と秘境大牧温泉の秘密」（1997年1月18日） - 刑事 役
    - 第2作「小樽オタモイ海岸伝説殺人 オルゴールに泣く子宝地蔵の秘密」（1998年3月21日） - 北沢龍彦 役

  - 「桜吹雪美人スリ三姉妹がいく」（1997年3月15日） - 西村 役
  - 「嫁姑が謎に挑戦」第3作（1997年6月21日） - 松野 役
  - 「新・赤かぶ検事奮戦記」第5作（1997年7月19日） - 武藤雅弘 役[2]
  - 「京都妖怪地図」第7作（1997年8月16日） - 中尾優介 役
  - 「花吹雪美人スリ三姉妹」 - 西村 役
    - 第1作「京都-伊東-伊良湖-琵琶湖に秘められた名曲の謎」（1998年6月20日）
    - 第2作「悪魔のビデオをスリ盗れ」（1999年8月21日）
- 火曜サスペンス劇場「名無しの探偵」第3作（1987年2月17日、日本テレビ）
- 「ハングマンGOGO」第11話（1987年8月21日、テレビ朝日）
- ダウンタウン探偵組シリーズ（テレビ朝日）
  - 「ダウンタウン探偵組」（1988年1月15日 - 3月18日） - イッキの拓 役
  - 「ダウンタウン探偵組'91」（1991年10月7日 - 12月16日） - 拓 役
- 火曜スーパーワイド → 火曜ミステリー劇場（テレビ朝日）
  - 「花ふぶき女スリ三姉妹」 - 西村 役
    - 第1作「みちのく温泉デラックス無銭ツアー」（1988年5月31日）
    - 第3作「㊙︎裏技イロ技放れ技」（1989年10月31日）
    - 第4作「妻殺しの証拠の財布を狙え!」（1990年7月31日）

  - 「湯の町駅伝」（1988年11月8日）
  - 「女秘書、春日局別れていいとも旅」（1989年2月21日） - 結城 役
  - 「市原悦子の七つの顔の女」第1作（1989年5月9日） - 小松 役
  - 「田園調布の玉の輿 ただし小姑オニ千匹つき」（1990年2月13日）
- 男と女のミステリー「見えない絆」第1作（1988年8月12日、フジテレビ）
- 部長刑事シリーズ（朝日放送）
  - 「連続アクチュアルドラマ・部長刑事」
    - 第1559話「私が殺した」（1988年9月17日）
    - 第1596話「三人の過去」（1989年6月10日）

  - 「新・部長刑事 アーバンポリス24」（1990年2月10日 - 2001年3月31日）
- 「雨宿りの季節」（1989年6月23日、毎日放送）
- 「新1・2・3と4・5・ロク」（1989年4月23日 - 1990年4月16日、関西テレビ） - 熊沢晴彦 役
- 「美空ひばり物語」（1989年12月30日、TBS）
- 年末時代劇スペシャル「奇兵隊」前編（1989年12月30日、日本テレビ） - 山地忠七 役
- 「魔鏡」（1990年5月7日 - 5月11日、関西テレビ）
- 列島縦断事件シリーズ「マッチ箱の人生」（1990年8月6日、テレビ東京）
- 木曜ゴールデンドラマ「渇いた夏」（1990年10月25日、日本テレビ）
- 「大江戸捜査網」第15話（1991年2月1日、テレビ東京） - 朝吉 役
- 「あぐら剣法無頼帖」（1994年1月1日、テレビ朝日）
- 月曜ドラマスペシャル「和服デザイナー探偵」第1作（1997年4月14日、TBS） - 石橋圭介 役[3]
- 花王 愛の劇場「空への手紙」（1999年6月7日 - 7月30日、TBS） - 石坂雅之 役